# I sette angeli di Ketty
I sette angeli di Ketty (Let Katie Do It) è un film muto del 1916 diretto da C.M. Franklin (Chester M. Franklin) e S.A. Franklin (Sidney Franklin) sotto la supervisione di D. W. Griffith.
Accanto alla protagonista Jane Grey recita un gruppo di sette bambini ("The Triangle Kids") che in quegli anni furono impiegati con successo in diversi film.

## Trama
Katie deve badare ai suoi genitori e ai sette figli della sorella e del cognato, quindi Oliver, il suo fidanzato non vede alcuna speranza immediata di matrimonio e va in Messico a lavorare nella miniera d'oro dello zio di Katie. Quando i genitori di Katie muoiono e la sorella e il cognato rimangono uccisi in un incidente ferroviario, la giovane resta sola con i bambini. Li porta in Messico, dallo zio Dan dove rivede il suo vecchio fidanzato. I due si innamorano di nuovo, ma i banditi attaccano la fazenda di Dan. Soli senza nessun adulto con loro, i sette bambini devono difendersi dall'attacco fino al sopraggiungere dei soccorsi. Oliver trova poi una fortuna nella sua miniera e, diventato ricco, sposa Katie.

## Produzione
Il film fu prodotto dalla Fine Arts Film Company con il titolo di lavorazione Mother of Seven.

## Distribuzione
Il copyright del film, richiesto dalla Triangle Film Corp., fu registrato il 3 gennaio 1916 con il numero LP8009. 
Distribuito dalla Triangle Distributing, il film uscì nelle sale cinematografiche statunitensi il 9 gennaio 1916.

### Conservazione
Copie complete della pellicola si trovano conservate negli archivi della Library of Congress di Washington e dell'UCLA Film And Television Archive di Los Angeles.